# Rhododendron keditii
Rhododendron keditii är en ljungväxtart som beskrevs av Herman Otto Sleumer. Rhododendron keditii ingår i släktet rododendron, och familjen ljungväxter. Inga underarter finns listade i Catalogue of Life.